# The FASEB Journal
The FASEB Journal je naučni časopis koji pokriva teme eksperimentalni bionauka, i promoviše naučni progres i obrazovanje. Ovaj časopis objavljuje Federacija američkih društava za eksperimentalnu biologiju, koja je osnovana 1912. godine, originalno sa 3 društva (koji je bilo 6 u 1989. godini).